# Sport Lyon
Sport Lyon es una empresa argentina dedicada a la producción de indumentaria deportiva.
Patrocina diversos equipos de fútbol argentino, en su mayoría de Primera B Nacional, Primera B y Federal A. También utilizan su indumentaria un equipo de la Primera División: Independiente Rivadavia. Cinco de la Primera B Nacional: Arsenal, Defensores Unidos, Temperley, Ferro Carril Oeste y Racing de Córdoba. En 2016 se sumó la segunda marca Rodano, que equipó a Almagro y Deportivo Laferrere. El titular de la empresa es el representante de futbolistas Uriel Pérez.

## Patrocinio

### Clubes
- Argentina
  - Arsenal (desde 2017)
  -  Defensores Unidos (desde 2024)
  -  Ferro Carril Oeste (desde 2019)
  -  Independiente Rivadavia (2016-2019 y desde 2024)
  -  Racing de Córdoba (2013-2016 y desde 2021)
  -  Temperley (2015-2021 y desde 2023)

### Anteriores
- Almagro (2013-2016 y 2022-2023)
- Almirante Brown (2016-2018)
- Alvarado (2017-2023)
- Boca Unidos (2016-2018)
- Cipolletti (2019-2020)
- Defensa y Justicia (2013-2023)
- Deportivo Laferrere (2014-2017)
- Deportivo Merlo (agosto-diciembre de 2011 y 2012-2013)
- Estudiantes de San Luis (2015-2016)
- Guaraní Antonio Franco (2016-2017)
- Guillermo Brown de Puerto Madryn (2012-2017)
- Instituto de Córdoba (2020-2023)
- Juventud Antoniana (2015-2019)
- Juventud Unida Universitario (2012-2014)
- Patronato[3] (2017-2021)
- Real Pilar (2018-2021)
- Sportivo Belgrano (2014-2015)
- Sportivo Desamparados (2016-2021)
- Unión La Calera (2019-2020)